# Islas Duff
Las islas Duff, en pileni Taumako, son un pequeño grupo de islas situadas al noreste de las islas Santa Cruz en la provincia de Temotu en las Islas Salomón. También son conocidas con el nombre de islas Wilson. Tienen unos 500 habitantes.

## Historia
El primer avistamiento de estas islas por europeos fue la expedición española de Pedro Fernández de Quirós que ancló allí en 1606. Las llamaron "Nuestra Señora del Perpetuo Socorro".
Se denominan islas Duff por el barco Duff que las avistó en 1797.
Los habitantes de las islas Duff son polinesios y su lenguaje se denomina pileni, parte de las lenguas polinesias.

## Islas
- Taumako, la isla principal, y las adyacentes Tahua y Tohua.
- Islas Bass.
- Islas del Tesorero.